# Gerente general
Gerente general es un término descriptivo para ciertos ejecutivos en una operación de negocios. Es también un título formal para ciertos ejecutivos de negocios, aunque las labores de un gerente general varían según la industria en la que se desarrolle la empresa. 

## Funciones
Entre sus funciones pueden estar: 
- Ordenar y coordinar.
- Designar todas las posiciones de la estructura.
- Realizar evaluaciones periódicas del cumplimiento de las funciones de los diferentes departamentos credenciales.
- Desarrollar metas a corto y largo plazo junto con objetivos anuarios y entregar las proposiciones de dichas metas para la aprobación de los gerentes administrativos.
- Coordinar con las oficinas administrativas para asegurar que los registros y los análisis se están ejecutando correctamente.
- Tener la decisión de liderazgo.

## Uso genérico
Comúnmente, el término gerente general hace referencia a cualquier ejecutivo que tenga la responsabilidad general de administrar los elementos de ingresos y costos de una compañía. Esto significa que un gerente general usualmente vela por todas las funciones de mercado y ventas de una empresa, así como las operaciones del día a día. Frecuentemente, el gerente general es también responsable de liderar y coordinar las funciones de la planificación estratégica.
En muchos casos, el puesto de gerente general de un negocio tiene otros nombres. Algunos gerentes son llamados presidentes. En otros casos menos frecuentes, gerente financiero, gerente operativo, gerente de mercadeo pueden actuar bajo las funciones de un gerente general. Dependiendo de la compañía, personas con los puestos de vicepresidente, gerente de país, gerente de producto o gerente de segmento pueden tener también responsabilidades de administración general.
En algunas organizaciones, el gerente general puede ser llamado como «Directivo».